# Spaanse revolutie van 1868

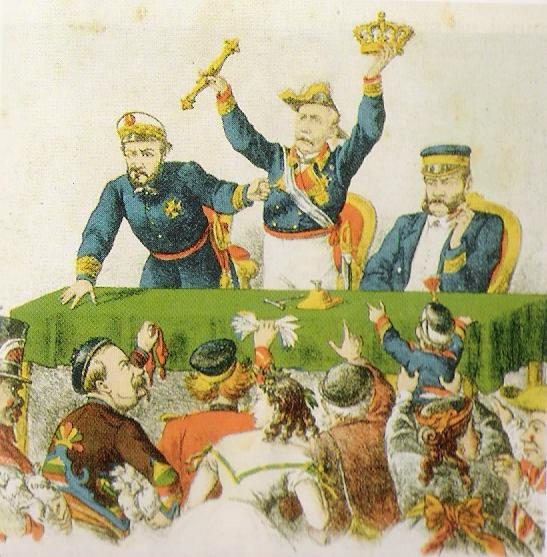
Prim, Serrano et Topete veilen de attributen van de Spaanse monarchie

De Spaanse revolutie van 1868 of "La Gloriosa" of "La septembrina" vond plaats in september 1868 in Spanje en leidde tot de afzetting van koningin Isabella II. De zes jaar die volgden, noemt men de Sexenio Democrático.
De aanleiding was het beleid van eerste minister Leopoldo O'Donnell (1858-1866). Zijn imperialistische politiek bracht het land op de rand van het bankroet. Zijn opvolger Ramón Narváez was gekend voor zijn repressief beleid en zijn brutaal optreden tegen opstandelingen. Toen hij in 1868 stierf brak de revolutie uit onder leiding van Francisco Serrano en Juan Prim.
De toestand in het land was inmiddels van dien aard dat er weinig tegenstand werd geboden en koningin Isabella II genoodzaakt was het land in 1868 te ontvluchten naar Frankrijk en afstand te doen van de troon. Francisco Serrano werd hierop regent van de Spaanse troon en Juan Prim de leider van een nieuwe regering. Zij boden in februari het koningschap aan aan Leopold van Hohenzollern-Sigmaringen.
De Pruisische koning Wilhelm I - eveneens een Hohenzollern - verzette zich tegen de kandidatuur maar Leopold stemde op aandringen van Otto von Bismarck toe. In Frankrijk wekte deze kandidatuur, toen die op 1 juli bekend werd, grote opschudding. Frankrijk had een eigen kandidaat voor ogen en keizer Napoleon III wenste niet aan twee zijden door Hohenzollerns omgeven te zijn. Hierop zag Leopold van zijn kandidatuur af. De eis dat Pruisen ook in de toekomst geen Hohenzollern op de Spaanse troon zou steunen leidde uiteindelijk tot de Frans-Duitse Oorlog.
Nog in 1870 werd Amadeus Ferdinand Maria van Savoye de opvolger van Isabella II. Na twee en een half chaotische jaren trad hij af en werd op 11 februari 1873 de Eerste Spaanse Republiek uitgeroepen. 